# Hat trick
Hat trick, hat-trick – sportowe określenie, związane z osiągnięciem czegoś w liczbie trzech.
Termin wywodzi się z krykieta, gdzie jest zwyczaj dawania kapelusza (ang. hat – „kapelusz” oraz trick – „sztuczka”) lub czapki zawodnikowi, który wyeliminował trzech batsmanów trzema kolejnymi rzutami.
W hokeju i piłce nożnej hat trickiem nazywa się zdobycie przez zawodnika trzech goli w jednym meczu. O klasycznym hat tricku w piłce nożnej mówi się, gdy piłkarz zdobędzie trzy gole w jednej połowie meczu, a niektórzy dziennikarze sportowi twierdzą, że wtedy, gdy piłkarz zdobędzie trzy gole w jednej połowie meczu i nieoddzielone od siebie żadnym golem zdobytym przez innego gracza.
W rugby mianem tym określa się sytuację, kiedy zawodnik zdobędzie w jednym meczu trzy przyłożenia.

## Piłka nożna
Sándor Kocsis (1954), Just Fontaine (1958) i Gerd Müller (1970), zdobywali po dwa hat tricki w czasie jednych finałów mistrzostw świata. Gabriel Batistuta zdobył dwa hat tricki w czasie dwóch finałów mistrzostw świata (1994 i 1998). Polscy piłkarze strzelali hat tricki w czasie mistrzostw świata trzykrotnie: Ernest Wilimowski (1938), Andrzej Szarmach (1974), Zbigniew Boniek (1982).
Jako jedyny dwa hat tricki w czasie mistrzostw Europy w piłce nożnej zdobył Michel Platini, oba w czasie Euro 1984.
Najszybszy hat-trick w historii piłki nożnej został osiągnięty przez Tommy'ego Rossa. W dniu 5 lutego 1964 roku, podczas meczu między drużynami Ross County i Nairn County w ramach Pucharu Szkocji, Ross zdobył trzy bramki w zaledwie 90 sekund. To osiągnięcie uznane zostało przez Księgę Rekordów Guinnessa za najkrótszy czas zdobycia hat-tricka w historii futbolu.

## Formuła 1
W Formule 1 pojęcie hat-trick odnosi się do sukcesu zawodnika, który w ciągu jednego Grand Prix osiąga pole position, zwycięstwo i ustanawia najszybsze okrążenie w wyścigu lub trzy zwycięstwa w trzech następujących po sobie edycjach konkretnego wyścigu (np. Felipe Massa wygrał Grand Prix Turcji w latach: 2006, 2007 i 2008).